# Australia Open 1998 (Badminton)
Die Australian Open 1998 im Badminton fanden vom 26. bis zum 29. August 1998 in Melbourne statt und waren gleichzeitig auch die nationalen Titelkämpfe Australiens. Auf der IBF-Turnierskala erreichte es die Wertung A.

## Sieger und Platzierte
| Disziplin    | Gold                          | Silber                           | Bronze                            |
| ------------ | ----------------------------- | -------------------------------- | --------------------------------- |
| Herreneinzel | Rio Suryana                   | Stuart Brehaut                   | Ong Rae Mun                       |
| Herreneinzel | Rio Suryana                   | Stuart Brehaut                   | Nathan Malpass                    |
| Dameneinzel  | Michaela Smith                | Kellie Lucas                     | Jane Crabtree                     |
| Dameneinzel  | Michaela Smith                | Kellie Lucas                     | Rayoni Head                       |
| Herrendoppel | David Bamford Peter Blackburn | Murray Hocking Mark Nichols      | Boyd Cooper Travis Denney         |
| Herrendoppel | David Bamford Peter Blackburn | Murray Hocking Mark Nichols      | Herry Kurniawan Jeffrey Tjuandi   |
| Damendoppel  | Rhonda Cator Amanda Hardy     | Michaela Smith Kate Wilson-Smith | Sarah Hicks Kellie Lucas          |
| Damendoppel  | Rhonda Cator Amanda Hardy     | Michaela Smith Kate Wilson-Smith | Rayoni Head Stefanee Lovett       |
| Mixed        | Peter Blackburn Rhonda Cator  | Murray Hocking Amanda Hardy      | Mark Nichols Kate Wilson-Smith    |
| Mixed        | Peter Blackburn Rhonda Cator  | Murray Hocking Amanda Hardy      | Croydon Rutherford Lianne Shirley |